# 伊萨村委员会
伊萨村委员会（俄语：Исинский сельсовет）是俄罗斯联邦阿穆尔州谢列姆扎区所属的一个村委员会。其下辖有1个居民点，行政中心为伊萨。据2016年统计，该村委员会的人口为447人。